# Hyles euphorbiarum
Espèce
Hyles euphorbiarum est une espèce de lépidoptères appartenant à la famille des Sphingidae.

## Répartition et habitat
L'espèce est connue au Chili, en Argentine y compris aux Malouines, en Uruguay, au Paraguay et au Brésil .

## Description
- Les chenilles ont une taille d'environ 60 mm.

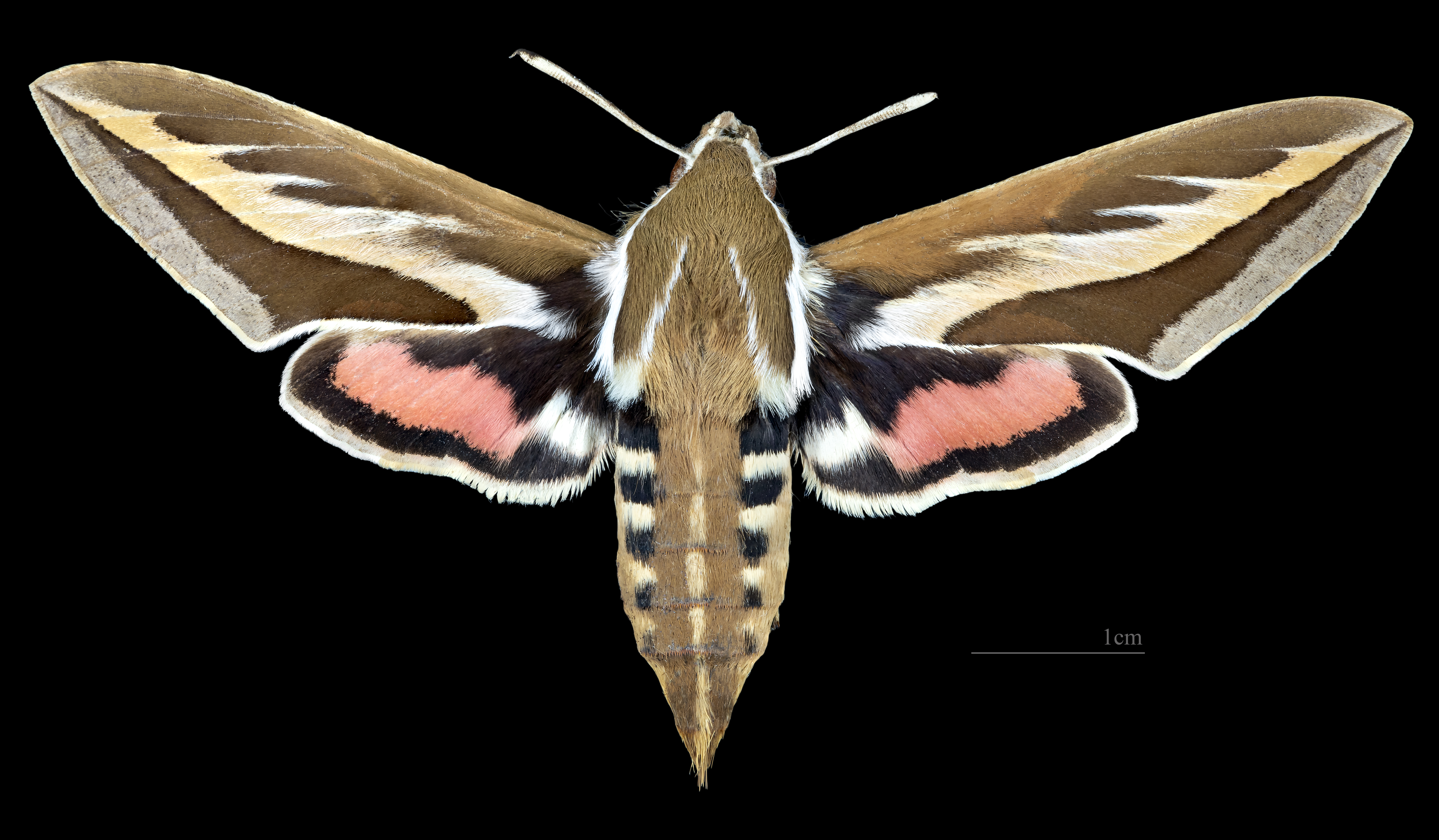
Avers de la femelle (coll.MHNT)
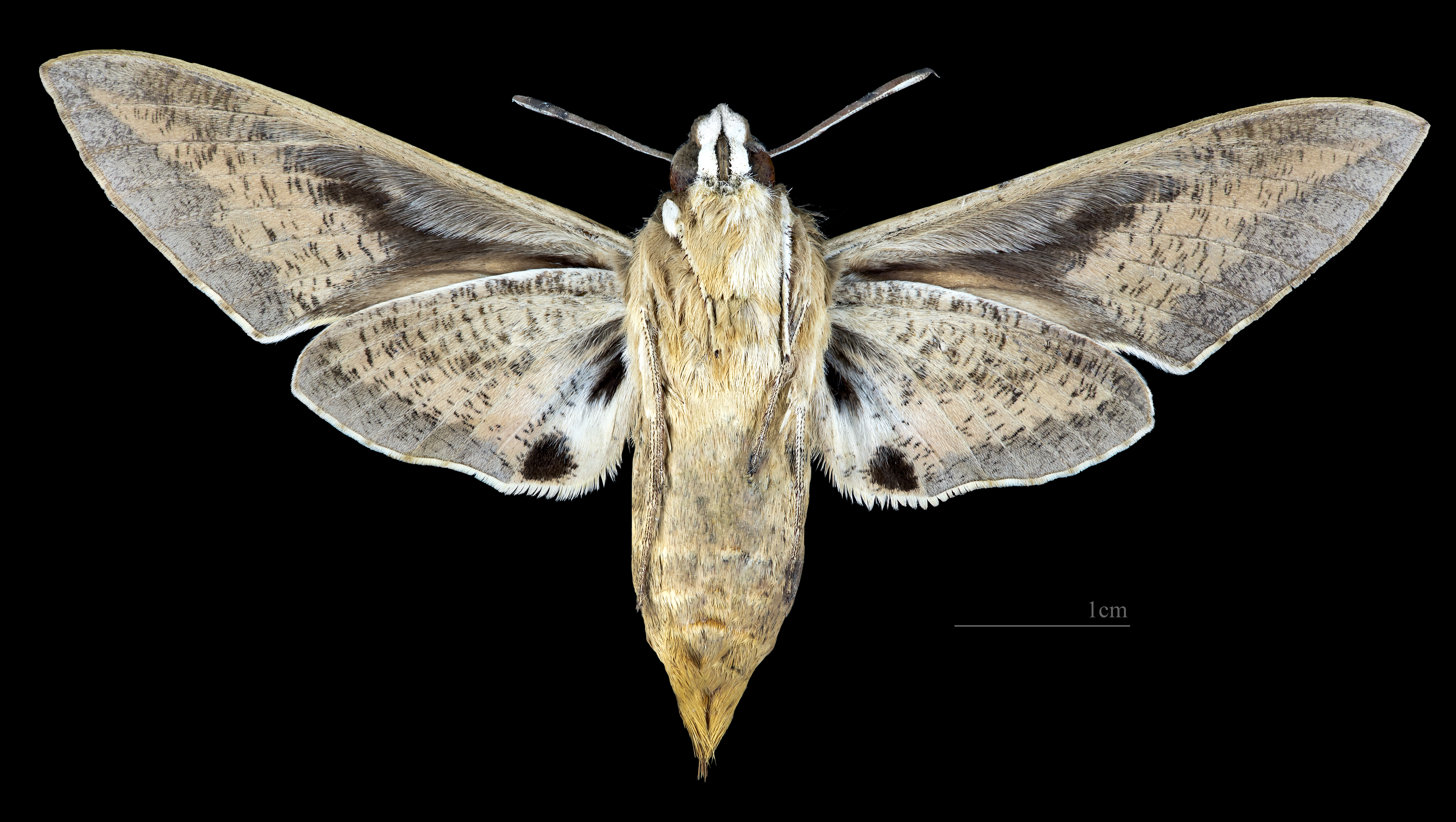
Revers de la femelle (coll.MHNT)

## Biologie
Les adultes volent de en mars, juillet, septembre et novembre, mais son probablement actifs toute l'année.
Les chenilles se nourrirent d'espèce de Fabaceae, Nyctaginaceae, Onagraceae, Polygonaceae, Portulacaceae, Solanaceae et éventuellement d'Euphorbiaceae.

## Systématique
L'espèce Hylies euphorbiarum a été décrite par lesentomologistes français Félix Édouard Guérin-Méneville et Achille Rémy Percheron en 1835, sous le nom initial de Sphinx euphorbiarum.

### Synonymie
- Sphinx euphorbiarum Guérin-Méneville & Percheron, 1835 Protonyme
- Deilephila celeno Boisduval, 1875
- Deilephila spinifascia Butler, 1881